# Cristal (telenovel·la)
Cristal és una telenovel·la veneçolana de 1985 - 1986 produïda per la cadena Radio Caracas Televisión (RCTV). Romàntica història de Delia Fiallo que es desenvolupa en el món de l'alta costura veneçolana. Té com a protagonistes Lupita Ferrer, Jeannette Rodríguez, Carlos Mata i Raúl Amundaray, i amb les participacions antagòniques de Marita Capote, Jorge Palacios i la primera actriu Zoe Ducós. Fou estrenada a Espanya el 1990 i va tenir un gran èxit.

## Argument
Victoria és una humil pagesa andina que treballa com a serventa a casa d'una distingida i respectable família de Mèrida. Allí s'enamora d'Ángel de Jesús, l'únic fill de donya Luisa, una fanàtica religiosa obsessionada amb purificar la seva ànima que per a això va modelar al seu fill perquè prengi la vida sacerdotal. Ángel de Jesús cau en la temptació just abans d'entrar al seminari: es fica al llit amb Victoria i la deixa embarassada. Quan donya Luisa s'assabenta, colpeja brutalment la pobra noia, fins que aquesta li revela el seu embaràs.
La dona expulsa Victoria de la seva casa sense pagar-li res i condemnant-la al sofriment. A més, per a impedir que el futur bebè li desbarati els plans realitzats durant tants anys, donya Luisa assetja Victoria, li impedeix aconseguir un treball i fins i tot li dona a entendre que no podrà quedar-se amb la criatura quan neixi. Per aquest motiu, Victoria acaba viatjant a Caracas i abandonant la seva filla en una bella casa de l'est de la ciutat.
Han passat vint-i-tres anys. Ara Victoria és una bella i pròspera executiva, dura i cruel de caràcter, propietària de la casa de moda Casa Victoria. A més, està casada amb el famós actor de cinema i telenovel·les Alejandro Ascanio, amb qui té una filla, Eliana "La Beba" Ascanio. Però després de tants anys, Victoria decideix buscar la filla que va abandonar.
D'altra banda, tenim a Cristina Expósito, una bella noia recentment sortida de l'orfenat on ha passat tota la seva vida. Cristina sempre ha volgut ser model i admira Victoria per la seva creativitat i la seva elegància; col·lecciona totes les revistes en les que apareix i somia amb desfilar amb un vestit dissenyat per ella. La jove lloga un petit apartament amb altres dues noies: Zoraida, a qui anomenen "Cerebrito", i la coqueta i casquivana Inoeència. Per mitjà d'aquesta, Cristina coneix Alejandro Ascanio, qui li dona una targeta de recomanació perquè es s'entrevisti amb Victoria i ingressi al grup de models de la seva esposa.
Victoria contracta Cristina, que adopta el nom artístic de "Cristal", per a la seva Casa de Modes. Allí, la jove s'enamora a primera vista de Luis Alfredo Ascanio, fill del primer matrimoni d'Alejandro i faldiller empedreït malgrat estar ja compromès.
"Cristal" es converteix ràpidament en la model estrella de l'empresa, i el seu rostre comença a sortir en les principals revistes de modes del país. No obstant això, quan ja s'acosta al cim de la fama, la història es repeteix: Victoria descobreix el romanç entre Cristina i Luis Alfredo i acomiada la jove considerar-la una arribista. Poc després, Luis Alfredo consolida el seu compromís amb l'aristocràtica i egocèntrica Marión Bellorín, que li fa creure que espera un fill seu que en realitat és de Gonzalo Pallares, un actor de poc carisma que sempre ha tingut enveja dels triomfs d'Alejandro.
Poc temps després, Cristina descobreix que ella també està embarassada; sabent que Victoria la perseguirà amb ferotgia i no permetrà que aconsegueixi treball, només troba suport en les seves companyes d'apartament i en el Pare Ángel de Jesús, el sacerdot de la seva parròquia, amb qui ha fet amistat sense saber que és el seu veritable pare. Aquest també ignora que Cristina és la seva filla, perquè donya Luisa mai li va explicar res del succeït. Però donya Luisa descobreix la veritat i s'encarrega de fomentar l'odi de Victoria cap a Cristina, a més de revelar-li tota la veritat al seu fill però sempre utilitzant el secret de confessió, perquè no pugui explicar-li res a ningú.
L'odi de Victoria per Cristina augmentarà més quan descobreixi que el seu marit, Alejandro, manté una relació adúltera amb Inocencia. Les desgràcies s'acarnissaran amb la família Ascanio quan Eliana quedi paralítica a causa d'un accident automobilístic amb el seu xicot, Gabriel, que mor en el contratemps. Per part seva, Cristina sofreix un atemptat a les mans de Marión, qui ha perdut al seu fill i quedat estèril i no desitja que el de Cristina neixi, així que llança la seva rival per unes escales i provoca que se li avanci el part; malgrat tot, Cristina dona a llum una bella nena, sana i forta. La jove sofrirà molt per a treure a la seva filla endavant ella sola; mentrestant, Inocencia patirà un càncer de mama que la portarà per un tortuós camí i li farà reflexionar sobre la seva vida boja i improductiva.
Victoria li revela a la seva família la veritat sobre el seu passat i és repudiada per Alejandro i Eliana, mentre que Luis Alfredo la dona suport i l'ajuda a buscar a la seva filla perduda. El jove s'emporta una gran sorpresa en descobrir que la filla perduda de Victoria no és una altra que Cristina Expósito. Quan s'assabenta de la veritat, Victoria no dona crèdit a les paraules del seu fillastre, i al principi prefereix mantenir la informació en secret per a saber què fer.
Temps després, Victoria li revela la veritat a Cristina, qui la rebutja com a mare i es nega a acceptar les seves disculpes pel seu abandó i la seva crueltat. Cristina vol allunyar-se de tot el que tingui a veure amb els Ascanio, però per més que ho intenta, ha de romandre a casa Victoria. La jove ha començat a tenir un festeig amb Adán Marshall, un fotògraf fill d'una important empresària, Vivian Marshall, qui desitja comprar la major part de les accions de Casa Victoria, que no es troba en el seu millor moment degut a les poques vendes i comercialització dels seus dissenys. Al mateix temps, Alejandro s'ha allunyat de Victoria; els dos ja no viuen junts, però Victoria no perd les esperances de reconquerir-lo.
Posteriorment, Victoria aconsegueix reconciliar-se amb Alejandro, qui ha trencat la seva relació amb Inocencia. Aquesta, després del càncer de mama, decideix reconduir la seva vida i acaba al costat del jove Lino, un bomber que sempre va estar enamorat d'ella i la va acompanyar durant tot el tractament contra el càncer. Per part seva, l'estudiosa Zoraida acabarà conquistant Adán, que decideix trencar la seva relació amb Cristina.
Les mentides de Marión són descobertes, per la qual cosa Luis Alfredo no dubte a separar-se d'ella i tramitar el divorci; no obstant això, Marión no es dona per vençuda i tractar de liquidar Cristina en diverses ocasions perquè ningú sigui feliç. Però res li surt bé; Gonzalo Pallares, en la seva obsessió per destruir tota la família Ascanio i enamorat bojament de Marión, revela que el fill d'aquesta era seu. Per a venjar-se, Marión decideix acabar amb Gonzalo i se citen en un edifici abandonat, però Gonzalo, que coneix molt bé Marión, sospita de les seves intencions. Tots dos acaben matant-se entre si.
Cristina i Luis Alfredo, després de tant peregrinar i d'intentar ser feliços, ara sí que ho aconsegueixen, i junts tots com una veritable família redrecen les seves vides cap a nous i reeixits projectes.

## Repartiment
- Lupita Ferrer - Victoria Ascanio
- Jeannette Rodríguez - Cristina Expósito - Cristal
- Carlos Mata - Luis Alfredo Ascanio
- Raúl Amundaray - Alejandro Ascanio
- Marita Capote - Marión Vellorín de Ascanio
- Henry Zakka - Adán Marshall
- Mariela Alcalá - Inocencia Pérez
- Jorge Palacios - Gonzalo Pallares
- Zoe Ducós - Doña Luisa
- Félix Loreto - Lino
- Roberto Moll - Darío Valmore
- Humberto García - Padre Ángel de Jesús
- Lourdes Valera - Zoraida "Cerebrito"
- Gigi Zanchetta - Eliana Ascanio
- Ileana Jacket - Bertha Girot
- Cecilia Villarreal - Vivian Marshall
- Arturo Calderón - Padre Francisco
- Carlos Villamizar - Marcos Briceño
- Juan Frankis - Narciso Fonseca
- Mahuampi Acosta (†) - Doña Puri
- Elisa Parejo - Doña Chona
- Lino Ferrer - Piero
- Gledys Ibarra - Nancy
- Elisa Escámez - Antonia Fonseca
- Chony Fuentes - Laura Galvani
- Marlene Maceda - Marlene
- Olga Rojas - Carmelina
- Gabriel Fernández - Gabriel
- Romelia Agüero - Cachita
- Freddy Escobar - Beto
- Reina Hinojosa - Bijoux
- Carmencita Padrón - Marcia
- Maricarmen Regueiro - Alicia
- Marcelo Rodríguez Laprea - Marcelo
- Ana Massimo - Tomasa
- Sonya Smith - Maggie

## Premis
- Premis Ondas de España a Millor Telesèrie Iberoamericana (1990).[5]
- Premis Eres 1987 de Mèxic a Millor Telenovel·la Estrangera (1987).

## Altres versions
- La cadena mexicana Televisa realitzà en 1998 una versió d'aquesta telenovel·la titulada "El privilegio de amar", produïda per Carla Estrada, dirigida per Miguel Córcega i Mónica Miguel i protagonitzada per Helena Rojo, Adela Noriega, René Strickler i Andrés García.
- La cadena brasilera SBT va produir el 2006 una altra versió reprenent el títol original, "Cristal", dirigida per Del Rangel, Jacques Lagôa i Herval Rossano i protagonitzada per Bianca Castanho, Dado Dolabella, Bete Coelho i Giuseppe Oristanio.
- En 2010 - 2011 Televisa va fer una nova versió, ara sota el nom de "Triunfo del amor". Aquest cop els protagonistes són: Victoria Ruffo, Maité Perroni, William Levy, Osvaldo Ríos i produïda per Salvador Mejía.